# 벨 부등식

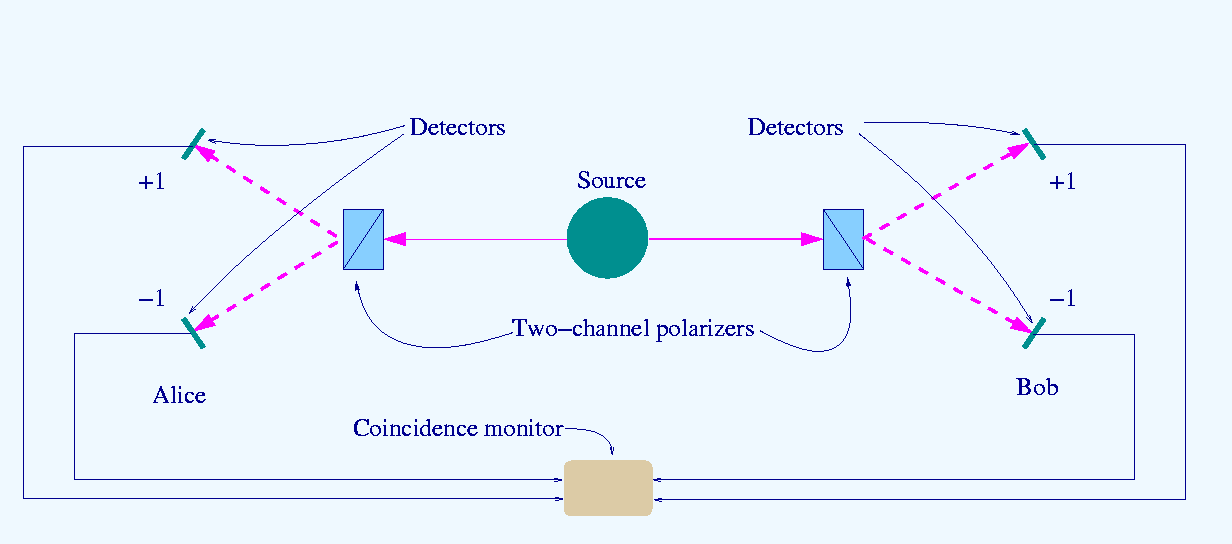

양자역학에서 벨 부등식(영어: Bell's inequality) 또는 이를 일반화한 벨 정리(영어: Bell's theorem)는
국소적인 숨은 변수 이론은 양자역학과 부합하지 않는다는 것을 보인다.
이는 존 스튜어트 벨이 처음 보였으며, 물리학과 과학 철학에 깊은 영향을 미쳤다.

## EPR 역설
고전역학과 비교할 때, 양자역학에서 중요한 개념적인 의문 중 하나는 국소성(locality)이다. 어떤 얽힌 상태, 가령, 스핀 1/2인 두 입자가 묶여 각운동량 0인 상태를 이룬 후 붕괴하여 반대 방향으로 날아가는 것을 상상할 수 있다. 이후 한쪽 입자에 대한 측정은, 아주 멀리 떨어진 다른 곳에서 한 측정에 영향을 미치지 않는다는 가정은 정당해 보인다. 한쪽에서 z방향의 각운동량을 측정하여 +값을 얻으면 다른 입자에 대해 z방향을 각운동량을 측정하면 -값을 확실하게 얻을 수 있다. EPR은 국소성을 가정할 때 한쪽의 각운동량 측정이 다른 쪽에 영향을 미칠 수 없으므로 z방향 각운동량과 맞바꿔지지 않는 관측가능량(observable)인 x방향의 각운동량을 측정한다면 동시에 맞바꿔지지 않는 두 개의 관측가능량을 측정할 수 있어야 한다고 주장한다. 그렇지 않다면 이 계에 다른 자유도인 숨은 변수가 존재하여 이를 통해 더욱 완전한 역학을 만들어야 한다고 생각했다.

## 벨 부등식
존 스튜어트 벨은 위의 설명이 양자역학과 부합하지 않는다는 것을 부등식을 통해 보인다. 보이는 과정을 대략 이야기한다면, EPR이 했던 국소성 가정을 하자면, 즉, 한쪽에서 물리량을 측정하면, 다른 쪽에서는 같은 물리량에 대해 언제나 확실하게 반대 값을 주는 것을 가정하자. 이러한 물리량을 3가지 생각했을 때, 단순히 물리량이 상관관계를 갖는 상식적인 부등식이 양자역학 계산에서는 성립하지 않는다는 것을 보였다.
이를 일반화한 식이 벨 부등식이며, 다음과 같다.
{\displaystyle 1+\operatorname {C} (b,c)\geq |\operatorname {C} (a,b)-\operatorname {C} (a,c)|,}
여기에서 C는 상관관계이다. 한 실험은 a를 측정하고, 다른 실험은 b를 측정한다. c는 편의상 비교를 위한 제 3의 가상 실험이다. 상식적으로 b와 c가 함께 일어날 확률 {\displaystyle \operatorname {C} (b,c)}는 각각 (a,b)와 (a,c)가 함께 일어날 확률보다 적어야 하므로 위의 부등식이 성립하는 것처럼 보이나 간단한 양자역학적인 경우를 고려해보면 이를 만족하지 않음을 볼 수 있다.
실험은 벨 부등식을 만족하지 않으며, 따라서 국소적인 숨은 변수 이론과는 맞지 않고, 양자이론과 일치하는 결과를 보였다.